# Шляпин, Николай Алексеевич (военачальник)
Николай Алексеевич Шляпин (1902 — 20 октября 1941) — советский военачальник, бригадный комиссар.

## Биография
Участник Гражданской войны.
В 1920–1923 работал на Мариупольском металлургическом заводе. Член ВКП(б) с 1921 года.
В 1923 году направлен в РККА, политработник.
В конце 1930-х годов инспектор политуправления Сибирского военного округа.
С 17 декабря 1940 по 5 августа 1941 – военный комиссар 91-й стрелковой дивизии. В начале августа 1941 года собрал попавших в окружение бойцов и командиров 91-й дивизии, присоединил к ним выходящих из окружения военнослужащих других частей и с боями вывел из окружения. Этот эпизод войны лёг в основу повести Василия Гроссмана «Народ бессмертен» (1942) (воспоминания Н. А. Шляпина записаны В. Гроссманом).
С 25 августа по 20 октября 1941 — член Военного совета 50-й армии Брянского фронта.
Погиб 20 октября 1941 года вместе с командующим 50-й армии М.П. Петровым и другими офицерами штаба армии юго-восточнее Пасеки, Карачевского района Орловской (ныне Брянской) области. Место гибели не найдено до сих пор. Имеющаяся информация о гибели Николая Алексеевича в районе реки Рессета ошибочна и не имеет документального подтверждения.
Описание в литературе (Василий Гроссман, «За правое дело»): "Бригадный комиссар Шляпин, полный, медленный в движениях мужчина огромного роста… От неторопливой речи Шляпина, от его насмешливого и доброго взгляда, от милой улыбки веяло спокойной и простой силой. ".